# Jake Herbert

Zawodnik Northwestern Wildcats

Jacob „Jake” John Herbert (ur. 6 marca 1985) – amerykański zapaśnik w stylu wolnym. Olimpijczyk z Londynu w 2012, gdzie zajął siódme miejsce w kategorii 84 kg.
Srebrny medalista mistrzostw świata z 2009. Złoto Igrzysk panamerykańskich z 2011 i srebro w 2015. Drugi w Pucharze Świata w 2010. Brąz na uniwersyteckich mistrzostwach świata w 2006 i 2008 roku.
Zawodnik North Allegheny High School z Wexford i Northwestern University. Cztery razy All-American (2005–2007, 2009) w NCAA Division I, pierwszy w 2007 i 2009; drugi w 2006; trzeci w 2005 roku.